# Wielkopolski Park Etnograficzny w Dziekanowicach

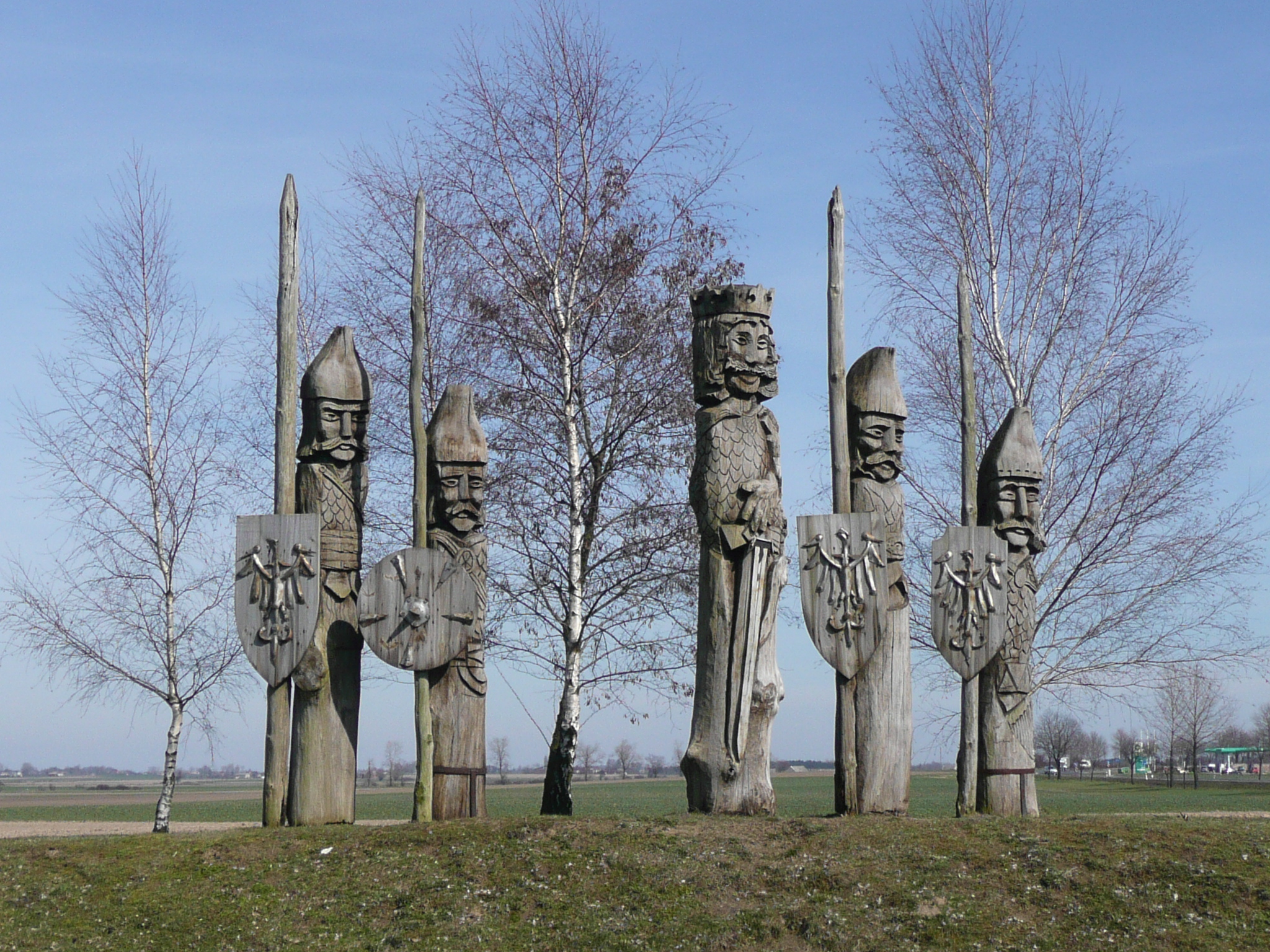
Drewniane figury przy drodze wojewódzkiej nr 194

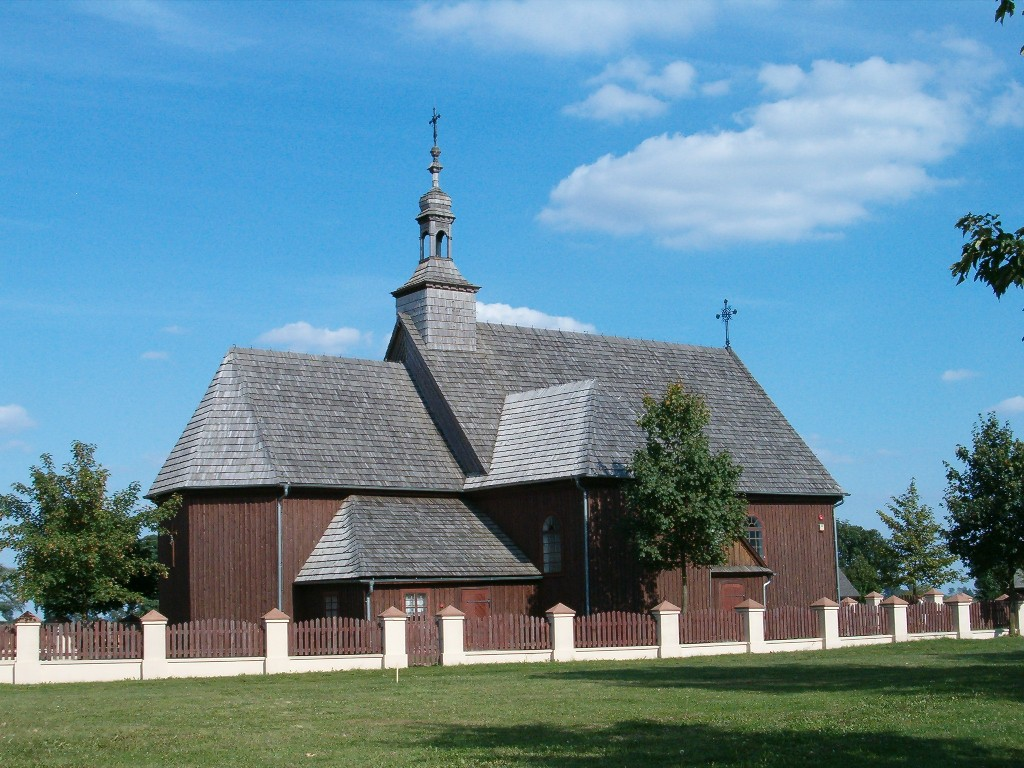
Kościół

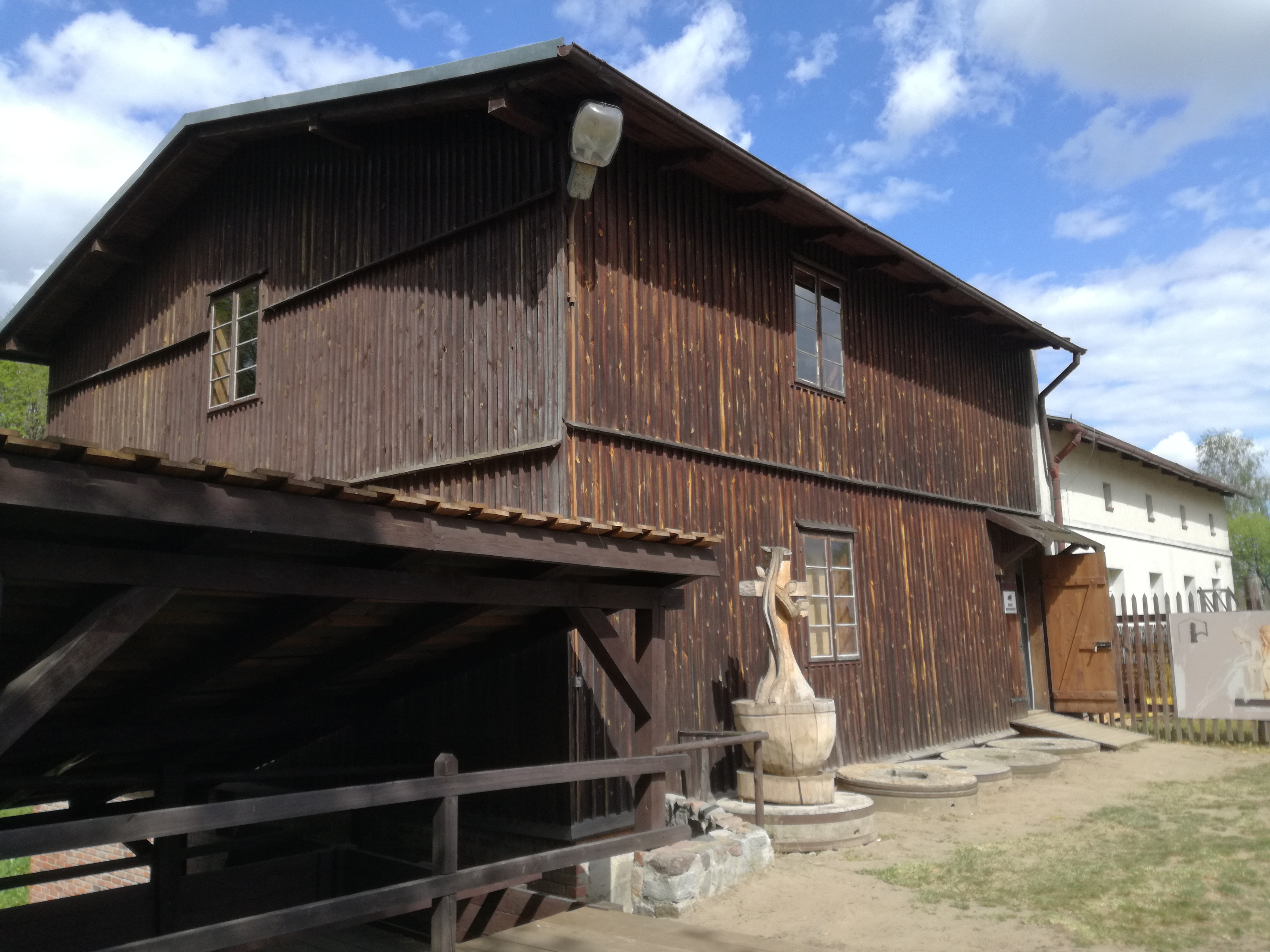
Młyn wodny Kazimierza Chmielarza, przeniesiony do parku w latach 1992-2003

Wielkopolski Park Etnograficzny w Dziekanowicach – skansen wsi wielkopolskiej w Dziekanowicach (oddział Muzeum Pierwszych Piastów) położony nad brzegiem jeziora Lednica i gromadzący, zabezpieczający i eksponujący przedmioty i obiekty architektoniczne z obszaru Wielkopolski. 

## Historia
Budowę skansenu rozpoczęto w 29 września 1975. Pierwszą ekspozycję udostępniono zwiedzającym 1 czerwca 1982. Status muzeum nadany dopiero 25 maja 1993.

## Ekspozycja
W skansenie prezentowane są domy, budynki inwentarskie, stodoły wraz z wyposażeniem. Poszczególne budynki zorganizowane są w zagrody i zorientowane w taki sposób, by całość tworzyła naturalnej wielkości wieś. Kompozycję uzupełniają: drewniany kościół, kaplica, barokowy dwór z folwarkiem, karczma, wiatraki i młyn wodny. Najmłodszy budynek pochodzi z 1935 roku, a najstarsze elementy datowane są na rok 1602.
W zespole dworskim oraz w części budynków znajduje się ekspozycja muzealna prezentująca przedmioty codziennego użytku ilustrujące rolnicze i rzemieślnicze życie.

## Galeria

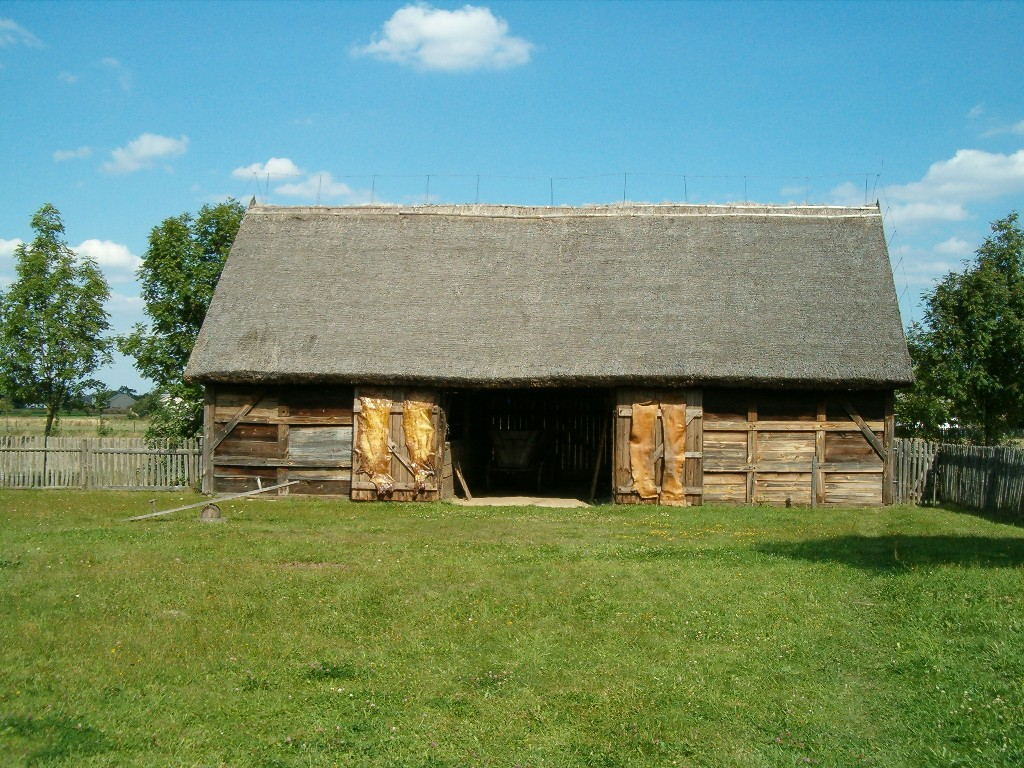
Stodoła
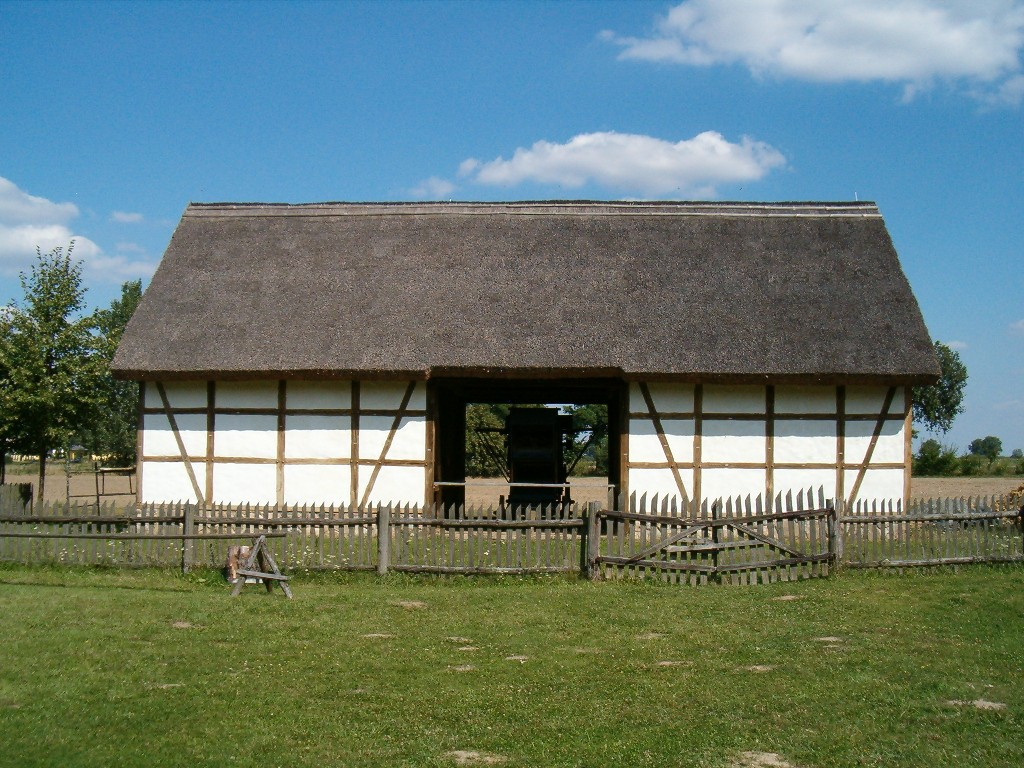
Stodoła
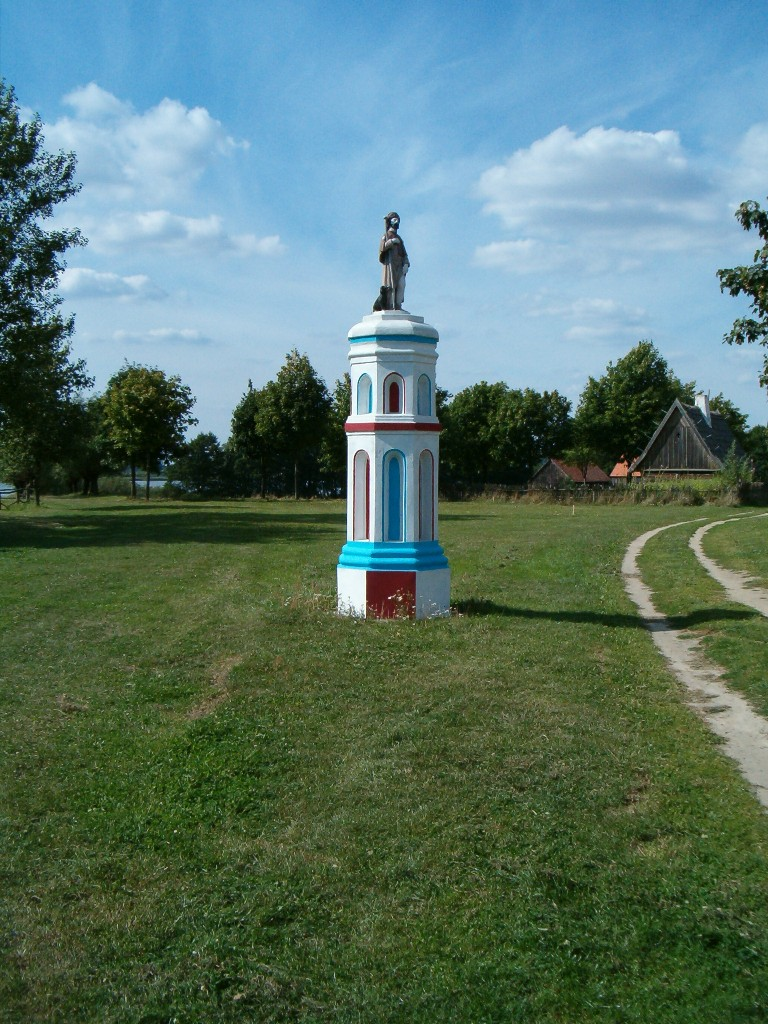
Kapliczka

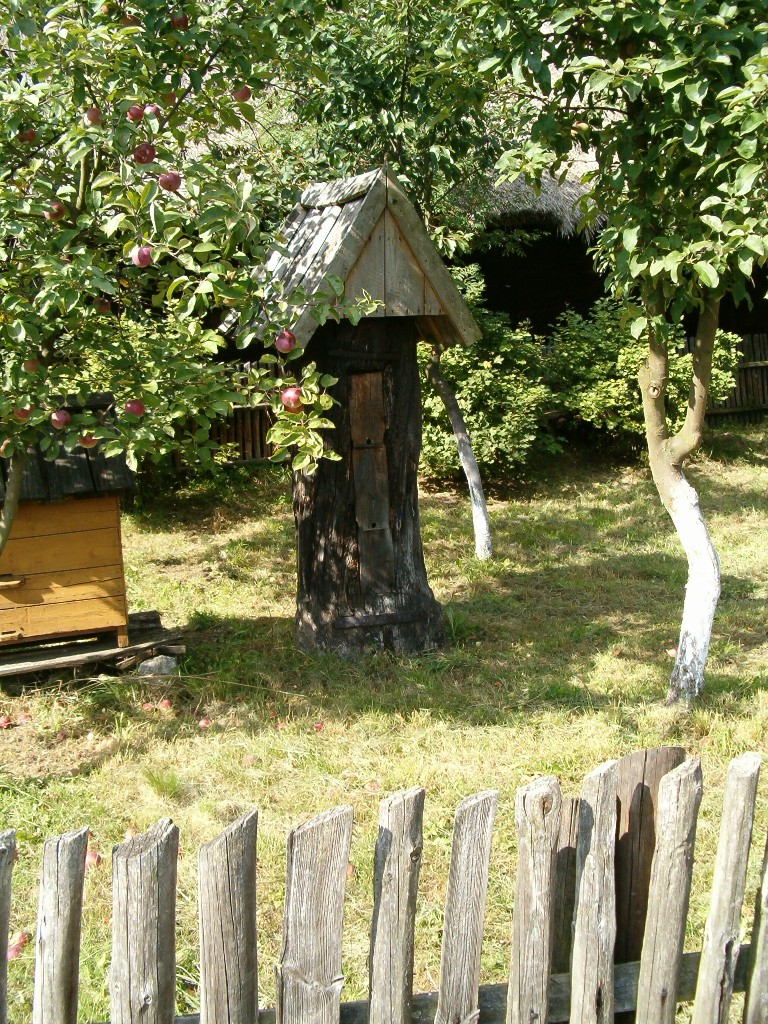
Ul
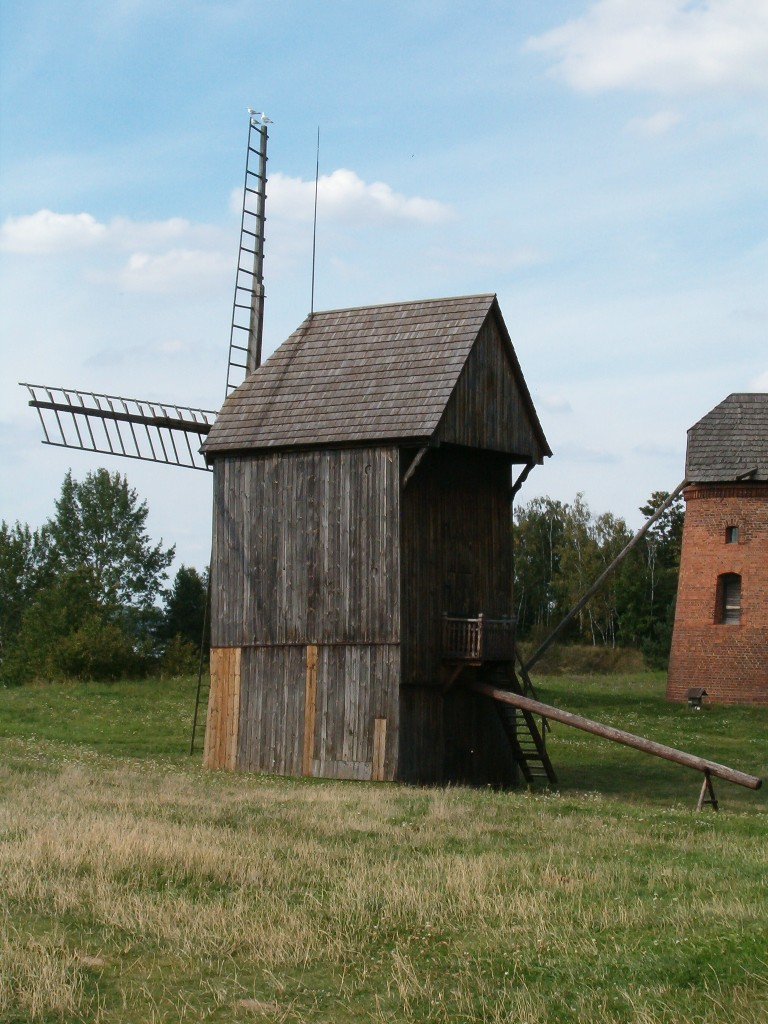
Wiatrak
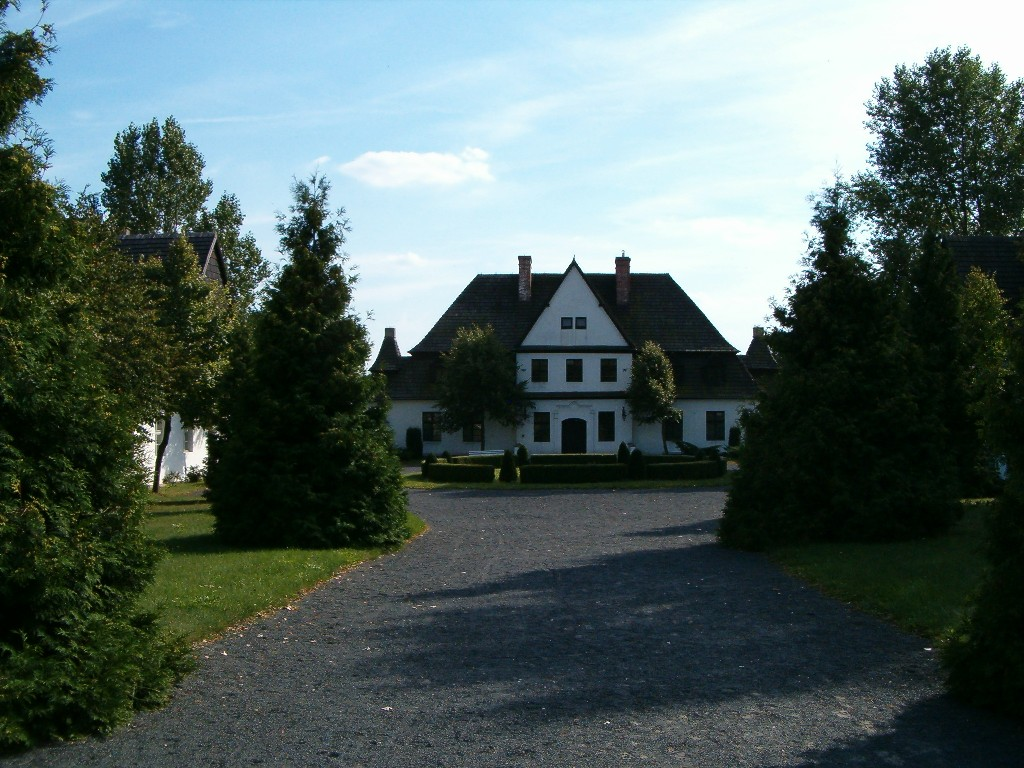
Dwór